# 弗朗西斯科·弗鲁托斯
弗朗西斯科·弗鲁托斯·格拉斯（西班牙語：Francisco Frutos Gras，1939年9月6日—2020年7月26日）是西班牙左翼政治家，加泰罗尼亚人，1998至2009年担任西班牙共产党总书记。

## 生平
弗朗西斯科·弗鲁托斯出生于巴塞罗那省卡莱利亚的一个农民家庭。他热爱读书，很小时就读过萨特和西蒙·波伏娃的哲学作品。1963年，他加入了加泰罗尼亚统一社会党，并参与工人运动，多次被警方逮捕。1981年至1982年，他短暂地成为统一社会党的总书记。之后他转移到马德里，与西共总书记赫拉尔多·伊格莱西亚斯共同工作。1986年，为应对选举危机，西共和加泰罗尼亚统一社会党等左翼党派成立政党联盟——联合左翼。
在2001年前，西共总书记按惯例担任联合左翼协调员，但随着联合左翼内部矛盾的加剧，包括弗朗西斯科·弗鲁托斯、联合左翼创始人之一的安杰利斯·马埃斯特罗以及联合左翼在阿斯图里亚斯总协调员加斯帕尔·利亚马萨雷斯围绕协调员之争形成了三派不同立场。最终结果以弗朗西斯科·弗鲁托斯对利亚马萨雷斯的支持，使其成功担任联合左翼的协调员。
弗朗西斯科·弗鲁托斯是2017年10月加泰罗尼亚反独立示威活动的主要发言人之一，在此期间他谴责该独立运动与种族主义毫无区别。

## 外交活动
- 1992年12月，弗朗西斯科·弗鲁托斯率领西班牙联合左翼代表团访华，并与时任中共中央政治局常委李瑞环在11日上午在人民大会堂举行会谈。[9]
- 2003年1月6日至14日，应中国共产党邀请，弗朗西斯科·弗鲁托斯率领西班牙共产党代表团访华，并与时任中共中央政治局常委李长春举行会谈。[10]

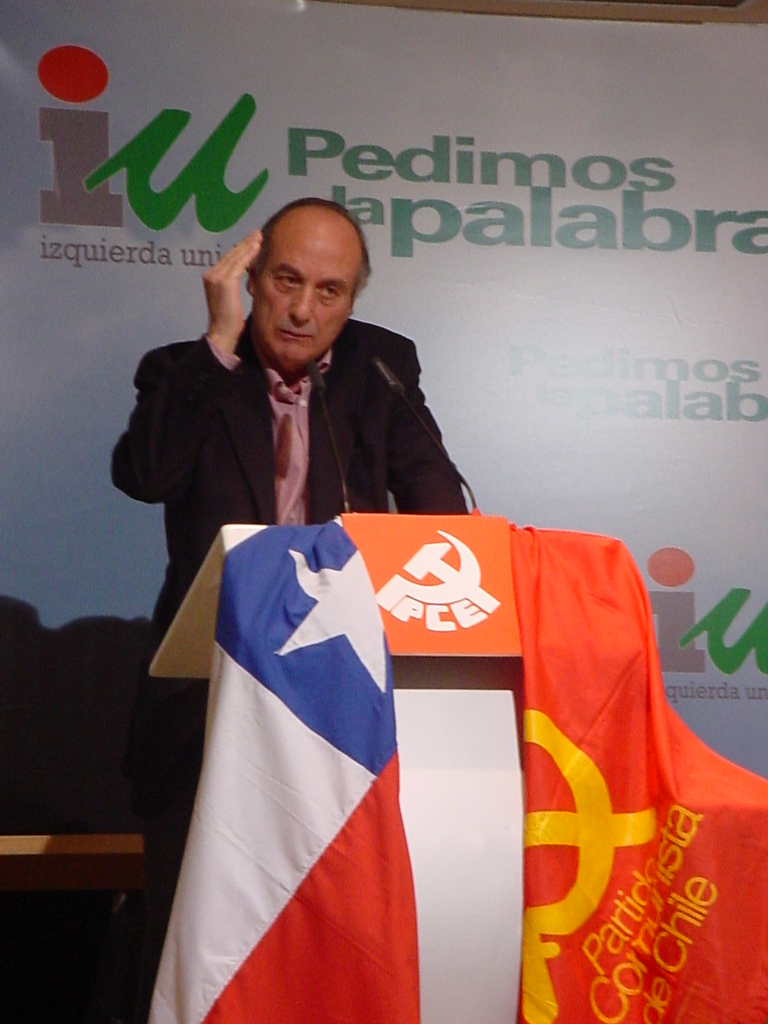
2005年，弗鲁托斯在联合左翼总部演讲